# Narynskij aeroport
Narynskij aeroport (ryska: Нарынский аэропорт) är en flygplats i Kirgizistan. Den ligger i den centrala delen av landet, 200 km sydost om huvudstaden Bisjkek. Narynskij aeroport ligger 2 124 meter över havet.
Terrängen runt Narynskij aeroport är kuperad åt nordväst, men åt sydost är den bergig. Narynskij aeroport ligger nere i en dal som går i öst-västlig riktning. Runt Narynskij aeroport är det mycket glesbefolkat, med 2 invånare per kvadratkilometer. Närmaste större samhälle är Naryn, 11,5 km väster om Narynskij aeroport. Trakten runt Narynskij aeroport består i huvudsak av gräsmarker.